# Aderus gibbulus
Aderus gibbulus é uma espécie de inseto besouro da família Aderidae. Foi descrita cientificamente por Sylvain Auguste de Marseul em 1876.

## Distribuição geográfica
Habita no Japão.